# Camp Lake
Camp Lake è un census-designated place (CDP) degli Stati Uniti d'America, situato in Wisconsin, nella contea di Kenosha.